# Relais 4 x 100 mètres 4 nages masculin aux Jeux olympiques d'été de 2024
Ne doit pas être confondu avec Relais 4 x 100 mètres 4 nages féminin aux Jeux olympiques d'été de 2024 ou Relais 4 x 100 mètres 4 nages mixte aux Jeux olympiques d'été de 2024.
Navigation
Tokyo 2020 Los Angeles 2028
Le Relais 4 × 100 mètres 4 nages masculin est une épreuve de natation des Jeux olympiques d'été de 2024 qui a lieu les 3 et 4 août 2024 à la Paris La Défense Arena. 

## Médaillées
| Or                                                      | Or            | Argent                                                                 | Argent        | Bronze                                                                            | Bronze        |
| Chine- Xu Jiayu - Qin Haiyang - Sun Jiajun - Pan Zhanle | 3 min 27 s 46 | États-Unis- Ryan Murphy - Nic Fink - Caeleb Dressel - Hunter Armstrong | 3 min 28 s 01 | France- Yohann Ndoye-Brouard - Léon Marchand - Maxime Grousset - Florent Manaudou | 3 min 28 s 38 |

## Records
Avant cette compétition, les records dans cette discipline étaient :
| Record du monde  | 3:26.78 | États-Unis- Ryan Murphy - Michael Andrew - Caeleb Dressel - Zach Apple | 1er août 2021 | Tokyo, Japon |
| Record olympique | 3:26.78 | États-Unis- Ryan Murphy - Michael Andrew - Caeleb Dressel - Zach Apple | 1er août 2021 | Tokyo, Japon |

## Calendrier
| Date            | Horaire | Manche |
| --------------- | ------- | ------ |
| Samedi 3 août   | 11 h 00 | Séries |
| Dimanche 4 août | 18 h 30 | Finale |

## Résultats détaillés
Les huit meilleurs temps se qualifient pour la finale (F).
| Rang | Série | Ligne | Pays            | Athlètes                                                              | Temps         | Remarque |
| ---- | ----- | ----- | --------------- | --------------------------------------------------------------------- | ------------- | -------- |
| 1    | 1     |       | France          | Yohann Ndoye-Brouard Léon Marchand Clément Secchi Rafael Fente-Damers | 3 min 31 s 36 | F        |
| 2    | 1     |       | Chine           | Xu Jiayu Qin Haiyang Wang Changhao Pan Zhanle                         | 3 min 31 s 58 | F        |
| 3    | 2     |       | États-Unis      | Hunter Armstrong Charlie Swanson Thomas Heilman Jack Alexy            | 3 min 31 s 62 | F        |
| 4    | 1     |       | Pays-Bas        | Kai van Westering Caspar Corbeau Nyls Korstanje Stan Pinjnenburg      | 3 min 31 s 80 | F        |
| 5    | 2     |       | Grande-Bretagne | Oliver Morgan Adam Peaty Joe Richard Litchfield Matthew Richards      | 3 min 32 s 13 | F        |
| 6    | 2     |       | Australie       | Isaac Cooper Joshua Yong Ben Armbruster Kyle Chalmers                 | 3 min 32 s 24 | F        |
| 7    | 2     |       | Canada          | Blake Tierney Finlay Knox Ilya Kharun Javier Acevedo                  | 3 min 32 s 33 | F        |
| 8    | 1     |       | Allemagne       | Ole Braunschweig Lucas Matzerath Luca Armbruster Josha Salchow        | 3 min 32 s 51 | F        |
| 9    |       |       |                 | [[]] ()                                                               |               |          |
| 10   |       |       |                 | [[]] ()                                                               |               |          |
| 11   |       |       |                 | [[]] ()                                                               |               |          |
| 12   |       |       |                 | [[]] ()                                                               |               |          |
| 13   |       |       |                 | [[]] ()                                                               |               |          |
| 14   |       |       |                 | [[]] ()                                                               |               |          |
| 15   |       |       |                 | [[]] ()                                                               |               |          |
| 16   |       |       |                 | [[]] ()                                                               |               |          |

| Rang                                | Ligne | Pays | Athlètes | Temps | Remarque |
| ----------------------------------- | ----- | ---- | -------- | ----- | -------- |
| Médaille d'or, Jeux olympiques      |       |      | [[]] ()  |       |          |
| Médaille d'argent, Jeux olympiques  |       |      | [[]] ()  |       |          |
| Médaille de bronze, Jeux olympiques |       |      | [[]] ()  |       |          |
| 4                                   |       |      | [[]] ()  |       |          |
| 5                                   |       |      | [[]] ()  |       |          |
| 6                                   |       |      | [[]] ()  |       |          |
| 7                                   |       |      | [[]] ()  |       |          |
| 8                                   |       |      | [[]] ()  |       |          |